# Colin Beashel
Colin Beashel, né le 21 novembre 1959 à Sydney, est un skipper australien, médaillé de bronze olympique dans la catégorie Star aux Jeux olympiques de 1996.

## Carrière
Colin Beashel dispute à quatre reprises les Jeux olympiques en classe Star avec son coéquipier David Giles : après une septième place en 1992 à Barcelone, il remporte aux Jeux olympiques d'été de 1996 à Atlanta la médaillé de bronze. En 2000 à Sydney, Beashel et Giles terminent à la septième place, soit huit places de mieux qu'en 2004 à Athènes.